# الشمال (فلم 1994)
الشمال هو فيلم مغامرات درامي كوميدي درامي أمريكي من إخراج روب راينر. القصة مأخوذة عن رواية ”نورث“ الصادرة عام 1984: حكاية صبي يبلغ من العمر 9 سنوات يصبح وكيلاً حراً ويسافر حول العالم بحثاً عن الوالدين المثاليين بقلم آلان زويبل، الذي كتب السيناريو وله دور ثانوي في الفيلم.
تكون طاقم الممثلين من إيليجاه وود في الدور الرئيسي، مع جون لوفيتز، وجيسون ألكسندر، وآلان أركين، ودان أيكرويد، وكاثي بيتس، وفيث فورد، وجراهام جرين، وجوليا لويس دريفوس، وريبا ماكنتاير، وجون ريتر، وأبي فيجودا. يروي بروس ويليس ويلعب العديد من الأدوار المختلفة طوال الفيلم، وتظهر سكارليت جوهانسون البالغة من العمر 9 سنوات لفترة وجيزة في أول فيلم لها. كان هذا هو الفيلم المسرحي الأخير لألكسندر جودونوف قبل وفاته في العام التالي.
صُور الفيلم في هاواي، وألاسكا، وكاليفورنيا، وجنوب داكوتا، ونيوجيرسي، ونيويورك. كان الفيلم قنبلة شباك التذاكر، حيث حقق 12 مليون دولار مقابل ميزانيته البالغة 40 مليون دولار. تعرض فيلم نورث لانتقادات شديدة من النقاد، واعتبروه أحد أسوأ الأفلام التي أُنتجت على الإطلاق.

## القصة
يشعر نورث الماهر في الدراسة الأكاديمية والرياضة والدراما، والذي يتم الإشادة به على عمله الجيد وطاعته، بأن والديه لا يقدرانه. وفي أحد الأيام، وبينما كان يبحث عن الراحة في غرفة المعيشة في أحد المراكز التجارية، يشكو إلى أرنب عيد الفصح - وهو رجل يرتدي بدلة أرنب وردية اللون - الذي يوصي نورث بأن يشرح لهم ببساطة مشاعره، لكن نورث يقول إن إهمالهم له يجعلهم لا يستحقون ذلك. بمساعدة وتشجيع من صديقه المقرب وينشيل، الذي يعمل في صحيفة المدرسة، يخطط نورث " لطلاق " والديه، ويستأجر محاميًا متخصصًا في مطاردة سيارات الإسعاف، آرثر بيلت، لتقديم الأوراق. كان الإعلان بمثابة صدمة كبيرة لوالديه، مما تركهما غير مستجيبين عندما منح القاضي باكل التماسه، ومنحه صيفًا واحدًا للبحث عن والدين جديدين أو الذهاب إلى دار للأيتام.

## طاقم التمثيل
- إيليا وود في دور نورث
- جون لوفيتز في دور آرثر بيلت
- بروس ويليس في دور الراوي والمستشارين الخيرين (أرنب عيد الفصح، غابي، السائح، سائق المزلجة، جوي فينجرز، سائق فيديكس)
- جيسون ألكسندر في دور والد نورث
- ألان آركين في دور القاضي بوكل
- دان أيكرويد في دور الأب تكس
- كاثي بيتس في دور الأم الألاسكية
- روبرت كوستانزو في دور آل
- فيث فورد في دور دونا نيلسون
- غراهام غرين في دور الأب الألاسكي
- جوليا لويس دريفوس في دور والدة نورث
- ماثيو ماكورلي في دور وينشل
- ريبا ماكنتاير في دور ما تكس
- جون ريتر في دور وارد نيلسون
- لورين توم في دور السيدة هو
- أيب فيغودا في دور جد ألاسكا
- كيون يونج في دور الحاكم هو
- ألكسندر غودونوف في دور الأب الأميشي
- كيلي ماكجليس في دور الأم الأميشية
- سكارليت جوهانسون * سكارليت جوهانسون في دور لورا نيلسون
- جيسي زيغلر في دور باد نيلسون
- بين شتاين في دور أمين المتحف
- تايلور فراي في دور زوي
- ألانا أوستن في دور هانا
- جوسي سموليت في دور آدم
- كارميت باكر في دور راعية البقر
- روزاليند تشاو بدور الأم الصينية
- آلان راشينز في دور محامي الدفاع
- ريتشارد بيلزر في دور باركر
- مارك شيمان في دور عازف البيانو
- ألان زويبل في دور مدرب البيسبول

## روابط خارجية
- North  في قاعدة بيانات الأفلام على الإنترنت (بالإنجليزية)
- North في قاعدة بيانات تيرنر كلاسيك موفيز للأفلام.
- North في موقع بوكس أوفيس موجو.
- North في روتن توميتوز.

| الجوائز         | الجوائز                     | الجوائز         |
| --------------- | --------------------------- | --------------- |
| سبقه {{{سبقه}}} | {{{العنوان}}} {{{الأعوام}}} | تبعه {{{تبعه}}} |